# باريس غيمز ويك
باريس غيمز ويك (بالإنجليزية: Paris Games Week أو اختصارا PGW)‏, هو معرض تجاري خاص بألعاب الفيديو يجري بشكل سنوي ويقام في العاصمة الفرنسية باريس.

تم تأسيس هذا المهرجان في 2008 ويشرف على تنظيمه نقابة ناشري البرامج الترفيهية (SELL)، وكانت أول دورة له بين 27 و31 أكتوبر 2010 في معرض بورت دو فرساي.

بأكثر من 000 307 زائر في 2015، باريس غيمز ويك هو من بين أكبر 5 معارض لألعاب الفيديو في العالم، ويأتي في المركز الرابع وذلك بعد معرض الترفيه الإلكتروني في الولايات المتحدة (900 48 محترف)، ومعرض ألعاب تايبي (000 430 زائر في 2015)، وكذلك جيمز كوم في ألمانيا (000 345 زائر في 2015)، ولكنه قبل معرض ألعاب طوكيو (000 252 زائر في 2014).

## النسخ/الدورات

### 2015
تم الإعلان عن تاريخ النسخة السادسة في 10 فبراير 2015، وتم تنظيمها في بين 28 أكتوبر و1 نوفمبر، وتحديدا في الأجنحة 1 و2.1 من معرض بورت دو فرساي. تم تنظيم هذه النسخة على مساحة 000 60 متر مربع، يعني 000 10 متر مربع أكثر من النسخة السابقة في 2014.

لأول مرة في تاريخه، معرض باريس غيمز ويك كان مسرح محاضرة الصانع سوني كمبيوتر إنترتينمنت والتي أقيمت في 27 أكتوبر أي يوم قبل بدأ المعرض.

## إحصائيات
تطور عدد الزائرين لمعرض باريس غيمز ويك
|   | السنة | التاريخ              | عدد الزائرين | عدد العارضين | الشركات | الصحفيين | مساحة المعرض    |       |
| - | ----- | -------------------- | ------------ | ------------ | ------- | -------- | --------------- | ----- |
| 1 | 2010  | 27 - 31 أكتوبر       | 587 56       | 28           |         |          | 000 14 متر مربع |       |
| 2 | 2011  | 21 - 25 أكتوبر       | 608 97       | 36           |         |          | 000 24 متر مربع | [ 1 ] |
| 3 | 2012  | 31 أكتوبر - 4 نوفمبر | 668 135      | 42           |         |          | 000 28 متر مربع | [ 2 ] |
| 4 | 2013  | 31 أكتوبر - 3 نوفمبر | 355 167      | 79           |         |          | 000 32 متر مربع | [ 3 ] |
| 5 | 2014  | 31 أكتوبر - 2 نوفمبر | 904 169      | 97           |         |          | 000 50 متر مربع | [ 4 ] |
| 6 | 2015  | 31 أكتوبر - 1 نوفمبر | 000 307      | 160          |         |          | 000 60 متر مربع | [ 5 ] |

## روابط خارجية
- الموقع الرسمي.